# Crossopetalum parvifolium
Crossopetalum parvifolium là một loài thực vật có hoa trong họ Dây gối. Loài này được L.O.Williams mô tả khoa học đầu tiên năm 1967.